# Platyrrhinus brachycephalus
Platyrrhinus brachycephalus é uma espécie de morcego da família Phyllostomidae. Pode ser encontrada no Brasil, Bolívia, Peru, Equador, Colômbia, Venezuela, Guiana, Suriname e Guiana Francesa.